# لوکا (داکوتای شمالی)
لوکا (به انگلیسی: Lucca) یک منطقهٔ مسکونی در ایالات متحده آمریکا است که در شهرستان بارنز، داکوتای شمالی واقع شده‌است. لوکا ۳۷۰ متر بالاتر از سطح دریا واقع شده‌است.